# Norvège au Concours Eurovision de la chanson 2024
La Norvège est l'un des trente-sept pays participants au Concours Eurovision de la chanson 2024 qui se déroule à Malmö en Suède. Le pays est représenté par le groupe Gåte avec la chanson Ulveham.

## Sélection
Le diffuseur norvégien NRK confirme sa participation à l'Eurovision 2024 le 9 juin 2023, ouvrant par la même occasion l'appel à candidatures pour l'édition 2024 du Melodi Grand Prix, qui sert de sélection norvégienne pour le Concours depuis la première participation du pays, en 1960,,.

### Format
Le format de cette 62e édition du Melodi Grand Prix est le même que l'année précédente, à la différence près que dix-huit chansons y participent au lieu de vingt-et-une. Elles sont réparties en trois demi-finales de six chansons chacune, dont trois se qualifieront pour la finale. Les demi-finales sont diffusées les samedis 13, 20 et 27 janvier 2024 en direct des studios 1 et 2 de NRK à Marienlyst, dans la ville d'Oslo. La finale se tient le samedi 3 février 2024 au Trondheim Spektrum de Trondheim. Autre nouveauté par rapport à l'édition précédente, les résultats de la finale seront constitués à 60 % des votes du public norvégien et à 40 % des votes d'un jury de professionnels, au lieu de la répartition 50/50 utilisée précédemment.

### Participants
La période de dépôt de candidatures est ouverte du 9 juin au 31 août 2023. Les participants ont le droit de sortir leur chanson quand bon leur semble. La liste des participants est révélée par NRK le 5 janvier 2024.
- Chanson gagnante

| Artiste                                     | Titre                | Langue              | Auteur(s) |
| ------------------------------------------- | -------------------- | ------------------- | --- |
| Annprincess                                 | Save Me              | Anglais             | Annprincess Johnson |
| Dag Erik Oksvold & Anne Fagermo             | Judge Tenderly of Me | Anglais             | - Alexander Pettersen - Anne Fagermo - Dag Erik Oksvold                                                                                                  |
| Eli Kristin                                 | Touch of Venus       | Anglais             | - Eli Kristin Hanssveen - Ronny Janssen |
| Farida                                      | Heartache            | Anglais             | - Kristian Wiik - Ilja Eriksson - Farida Louise Bolseth Benounis - Olav Tokerud                                                                          |
| Fredrik Halland                             | Stranded             | Anglais             | - Fredrik Halland - Jenson Vaughan - Ruthy Raba |
| Gåte                                        | Ulveham              | Norvégien           | - Gunnhild Sundli - Jon Even Schärer - Marit Jensen Lillebuen - Markus Børkman - Ronny Graff Janssen - Sveinung Sundli                                   |
| Gothminister                                | We Come Alive        | Anglais             | Bjørn Alexander Brem |
| Ingrid Jasmin                               | Eya                  | Norvégien, espagnol | - Ingrid Jasmin Vogt - Jonas Kroon |
| KEiiNO                                      | Damdiggida           | Anglais             | - Alexander N. Olsson - Alexandra Rotan - Fred Buljo - Jakob Redtzer - Tom Hugo Hermansen                                                                |
| Margaret Berger                             | Oblivion             | Anglais             | - Anders Kjær - Margaret Berger - Monica Engeseth - Sivert Hjeltnes Hagtvet                                                                              |
| Mathilde SPZ feat. Chris Archer & Slam Dunk | Woman Show           | Anglais, norvégien  | - Audun Agnar Guldbrandsen - Christopher Colin Archer - Emmy Kristine Guttulsrud Kristiansen - Linda Dale - Mathilde Espeseth - Silje Montsko Blandkjenn |
| Miia                                        | Green Lights         | Anglais             | - Benjamin Dan Ravn Fahre - Emelie Hollow - Ida Botten - Mia Virik Kristensen - Mugoshi David Nhonzi                                                     |
| Mileo                                       | You're Mine          | Anglais             | - Miles Curtis Sesselmann |
| Mistra                                      | Waltz of Death       | Anglais             | - Anders Odden - Benedicte Adrian |
| Myra                                        | Heart on Fire        | Anglais             | - David Atarodiyan - Regina Tucker - Svein Hermansen |
| Super Rob & Erika Norwich                   | My AI                | Anglais             | - Erika Norwich - Kristian Liljan - Lars Horn Lavik - Super Rob                                                                                          |
| Thomas Jenssen                              | Take Me to Heaven    | Anglais             | - David Fremberg - Jonas Holteberg Jensen - Ricky Hanley - Thomas Jenssen                                                                                |
| Vidar Villa                                 | Mer                  | Norvégien           | - Jonas Thomassen - Martin Thomassen - Mathias Nilsen - Vidar Mohaugen                                                                                   |

### Émissions
Les quatre directs sont animés par Marion Ravn et Fredrik Solvang.
Comme pour l'édition précédente, l'utilisation d'autotune lors des performances en direct est autorisée, bien que ce ne soit pas le cas à l'Eurovision.

#### Demi-finales
Les trois demi-finales sont retransmises en direct des studios 1 et 2 de NRK à Marienlyst, dans la ville d'Oslo.
- Chanson qualifiée pour la finale

##### Demi-finale 1
La première demi-finale est diffusée le samedi 10 janvier 2024.
| Ordre | Artiste                                     | Titre         | Résultat  |
| ----- | ------------------------------------------- | ------------- | --------- |
| 1     | Mathilde SPZ feat. Chris Archer & Slam Dunk | Woman Show    | Éliminé   |
| 2     | Fredrik Halland                             | Stranded      | Éliminé   |
| 3     | Myra                                        | Heart on Fire | Éliminée  |
| 4     | Gothminister                                | We Come Alive | Qualifié  |
| 5     | Ingrid Jasmin                               | Eya           | Qualifiée |
| 6     | Margaret Berger                             | Oblivion      | Qualifiée |

##### Demi-finale 2
La deuxième demi-finale est diffusée le samedi 17 janvier 2024.
| Ordre | Artiste                         | Titre                | Résultat  |
| ----- | ------------------------------- | -------------------- | --------- |
| 1     | Farida                          | Heartache            | Éliminée  |
| 2     | Mileo                           | You're Mine          | Éliminé   |
| 3     | Eli Kristin                     | Touch of Venus       | Éliminée  |
| 4     | Super Rob & Erika Norwich       | My AI                | Qualifiés |
| 5     | Dag Erik Oksvold & Anne Fagermo | Judge Tenderly of Me | Qualifiés |
| 6     | Gåte                            | Ulveham              | Qualifiés |

##### Demi-finale 3
La troisième demi-finale est diffusée le samedi 24 janvier 2024.
| Ordre | Artiste        | Titre             | Résultat  |
| ----- | -------------- | ----------------- | --------- |
| 1     | Vidar Villa    | Mer               | Éliminé   |
| 2     | Mistra         | Waltz of Death    | Éliminés  |
| 3     | Thomas Jenssen | Take Me to Heaven | Éliminé   |
| 4     | Annprincess    | Save Me           | Qualifiée |
| 5     | Miia           | Green Lights      | Qualifiée |
| 6     | KEiiNO         | Damdiggida        | Qualifiés |

###### Finale
La finale est diffusée le samedi 3 février 2024, en direct du Trondheim Spektrum à Trondheim.
- Première place
- Deuxième place
- Troisième place
- Dernière place

| Ordre | Interprète                      | Titre                | Jury (40 %) | Public (60 %) | Public (60 %) | Total | Place |
| Ordre | Interprète                      | Titre                | Jury (40 %) | Voix          | Points        | Total | Place |
| ----- | ------------------------------- | -------------------- | ----------- | ------------- | ------------- | ----- | ----- |
| 1     | KEiiNO                          | Damdiggida           | 98          | 64 257        | 146           | 244   | 2     |
| 2     | Annprincess                     | Save Me              | 16          | 7 665         | 17            | 33    | 9     |
| 3     | Gothminister                    | We Come Alive        | 35          | 35 219        | 80            | 115   | 4     |
| 4     | Ingrid Jasmin                   | Eya                  | 22          | 8 860         | 20            | 42    | 8     |
| 5     | Miia                            | Green Lights         | 54          | 9 858         | 22            | 76    | 6     |
| 6     | Margaret Berger                 | Oblivion             | 26          | 8 366         | 19            | 45    | 7     |
| 7     | Anne Fagermo & Dag Erik Oksvold | Judge Tenderly of Me | 58          | 20 302        | 47            | 105   | 5     |
| 8     | Gåte                            | Ulveham              | 76          | 76 672        | 174           | 250   | 1     |
| 9     | Super Rob & Erika Norwich       | My AI                | 45          | 53 048        | 120           | 165   | 3     |

| Détail du vote des jurys internationaux | Détail du vote des jurys internationaux | Détail du vote des jurys internationaux | Détail du vote des jurys internationaux | Détail du vote des jurys internationaux | Détail du vote des jurys internationaux | Détail du vote des jurys internationaux | Détail du vote des jurys internationaux | Détail du vote des jurys internationaux | Détail du vote des jurys internationaux | Détail du vote des jurys internationaux | Détail du vote des jurys internationaux |
| Ordre                                   | Chanson                                 | Drapeau du Royaume-Uni                  | Drapeau de la Finlande                  | Drapeau de la Suisse                    | Drapeau de l'Estonie                    | Drapeau de l'Azerbaïdjan                | Drapeau du Danemark                     | Drapeau des Pays-Bas                    | Drapeau de l'Islande                    | Drapeau de la Tchéquie                  | Drapeau de la Suède                     |
| --------------------------------------- | --------------------------------------- | --------------------------------------- | --------------------------------------- | --------------------------------------- | --------------------------------------- | --------------------------------------- | --------------------------------------- | --------------------------------------- | --------------------------------------- | --------------------------------------- | --------------------------------------- |
| 1                                       | Damdiggida                              | 6                                       | 8                                       | 12                                      | 12                                      | 12                                      | 10                                      | 12                                      | 12                                      | 6                                       | 8                                       |
| 2                                       | Save Me                                 | 2                                       | 2                                       |                                         | 1                                       | 2                                       | 2                                       | 6                                       |                                         | 1                                       |                                         |
| 3                                       | We Come Alive                           |                                         | 6                                       | 6                                       | 6                                       |                                         | 1                                       |                                         |                                         | 4                                       | 12                                      |
| 4                                       | Eya                                     |                                         |                                         |                                         |                                         | 6                                       | 6                                       | 2                                       | 6                                       |                                         | 2                                       |
| 5                                       | Green Lights                            | 8                                       | 12                                      | 4                                       |                                         |                                         | 4                                       | 10                                      | 4                                       | 8                                       | 4                                       |
| 6                                       | Oblivion                                | 1                                       | 1                                       | 1                                       | 2                                       | 1                                       | 8                                       | 8                                       | 2                                       | 2                                       |                                         |
| 7                                       | Judge Tenderly of Me                    | 12                                      |                                         | 2                                       | 8                                       | 4                                       | 12                                      | 1                                       | 8                                       | 10                                      | 1                                       |
| 8                                       | Ulveham                                 | 4                                       | 10                                      | 10                                      | 10                                      | 10                                      |                                         |                                         | 10                                      | 12                                      | 10                                      |
| 9                                       | My AI                                   | 10                                      | 4                                       | 8                                       | 4                                       | 8                                       |                                         | 4                                       | 1                                       |                                         | 6                                       |

| Membres des jurys internationaux | Membres des jurys internationaux |
| Pays                             | Jurés |
| -------------------------------- | --- |
| Azerbaïdjan                      | - Aysel Teymurzadeh - Nadir Rustamli - Leyla Guliyeva - Isa Melikov (porte-parole) - Eldar Rasulov                                  |
| Tchéquie                         | - Martina Lesner - Eliška Svejkovská - Kryštof Kodl - Kryštof Dobrovský - Karolina Lukaskova                                        |
| Danemark                         | - Tilde Vinther - Molly Plank (porte-parole) - Anders Ugilt Andersen - Bryan Rice - Christian Ellegaard                             |
| Estonie                          | - Alika Milova - Karl-Ander Reismann - Vallo Kikas - Riin Vann (porte-parole) - Ott Lepland                                         |
| Finlande                         | - Petri Alanko - Minette Ristikari - Neea River - Iiro Myllymäki - Alina Rautava (porte-parole)                                     |
| Islande                          | - Diljá Pétursdóttir - Júlí Heiðar Halldórsson - Þórunn Lárusdóttir - Felix Bergsson (porte-parole) - Sigríður Eyrún Friðriksdóttir |
| Pays-Bas                         | - Maxime Klein Nagelvoort (porte-parole) - Koen van Herp - Chris Hartgers - Frank van 't Hof - Suzanne Straatsburg                  |
| Suède                            | - Natalie Carrion (porte-parole) - Robert Sehlberg - Helene Wigren - Natasha Azarmi - Mathias Bridfelt                              |
| Suisse                           | - Pelé Loriano - Remo Forrer (porte-parole) - Dominique Magnusson - Zoë Anina Kressler - Yves Schifferle                            |
| Royaume-Uni                      | - Andrew Cartmell (porte-parole) - Mark Angels - Kevin Hughes - Leila Al-Mitwally - Rosie Smedley                                   |

Le Melodi Grand Prix 2024 s'achève donc sur la victoire du groupe Gåte, qui devient par conséquent le représentant norvégien à l'Eurovision 2024.
La finale a été regardée par 843 000 téléspectateurs.

## À l'Eurovision
La Norvège participe à la seconde demi-finale, le jeudi 9 mai 2024, en 15e position. Le pays figure parmi les dix finalistes, se classant à la 10e place avec 46 points.
Lors de la finale du samedi 11 mai, la Norvège passe sur scène en 14e position, et finit à la vingt-cinquième et dernière place avec un total de 16 points (12 du jury et 4 du public). C'est la douzième fois que le pays se classe dernier, un record.
Le jury est composé de Daniel Owen, Lars Horn Lavik, Annprincess Johnson Koffa, Lisa Stokke et Gunilla Süssmann.

Les votes du jury de la finale devaient être présentés par Alessandra Mele, mais elle se retire au dernier moment, tout comme plusieurs autres porte-parole, citant la participation d'Israël au Concours dans le contexte de la guerre à Gaza depuis 2023. Elle est finalement remplacée par la journaliste Ingvild Helljesen,.
Les deux demi-finales sont regardées en Norvège par respectivement 465 000 et 653 000 téléspectateurs; la finale quant à elle en totalise 888 000. 

Les trois shows sont diffusés sur NRK1, et commentés par Marte Stokstad. La finale est également retransmise sur la station de radio NRK P1, avec les commentaires de Jon Marius Hyttebakk.